# غازی فهد
غازی فهد (عربی: غازي فهد؛ زادهٔ ۶ نوامبر ۱۹۷۸) بازیکن سابق و مربی فوتبال اهل عراق است.
از باشگاه‌هایی که در آن بازی کرده‌است می‌توان به باشگاه ورزشی الزورا اشاره کرد.
وی همچنین در تیم ملی فوتبال عراق بازی کرده‌است.